# Charora pentagrammica
Charora pentagrammica är en insektsart som beskrevs av Bolívar, I. 1899. Charora pentagrammica ingår i släktet Charora och familjen gräshoppor. Inga underarter finns listade i Catalogue of Life.